# 송영만
송영만(1957년 9월 14일 ~ )은 대한민국 경기도의회 의원이다.

## 학력
- 성호초등학교
- 오산중학교
- 오산고등학교
- 한경대학교 토목공학과 졸업
- 한경대학교 국제개발협력대학원 국제경영학과 석사졸업

## 경력
- 국제로타리 3750지구 중앙로타리클럽 회장
- 오산시 중앙동 체육진흥회 회장
- (주)일산건설 대표이사(오산시 전문건설협회장)
- 오산시무상급식운동본부공동의장
- 2010.07 ~ 2014.06: 제8대 경기도의회 의원.간행물편찬위원장.
- 2014.07 ~ 2018.06: 제9대 경기도의회 의원.건설교통위원장.
- 2018.07 ~ 2022.03: 제10대 경기도의회 의원.윤리특별위원장.
- 2021.10~ 현재  오산시 도시경제 시민 연구장

## 역대 선거 결과
|  | 42.72% |

|  | 57.06% |

|  | 51.33% |

|  | 72.75% |